# Rödbent ögonbock
Rödbent ögonbock (Ropalopus femoratus) är en skalbaggsart som först beskrevs av Linne 1758.  Rödbent ögonbock ingår i släktet Ropalopus och familjen långhorningar. IUCN kategoriserar arten globalt som livskraftig.
Artens utbredningsområde är:
- Frankrike.
- Ukraina.

Enligt den svenska rödlistan är arten sårbar i Sverige. Arten förekommer på Öland och Götaland. Artens livsmiljö är skogslandskap, jordbrukslandskap. Inga underarter finns listade i Catalogue of Life.

## Bildgalleri

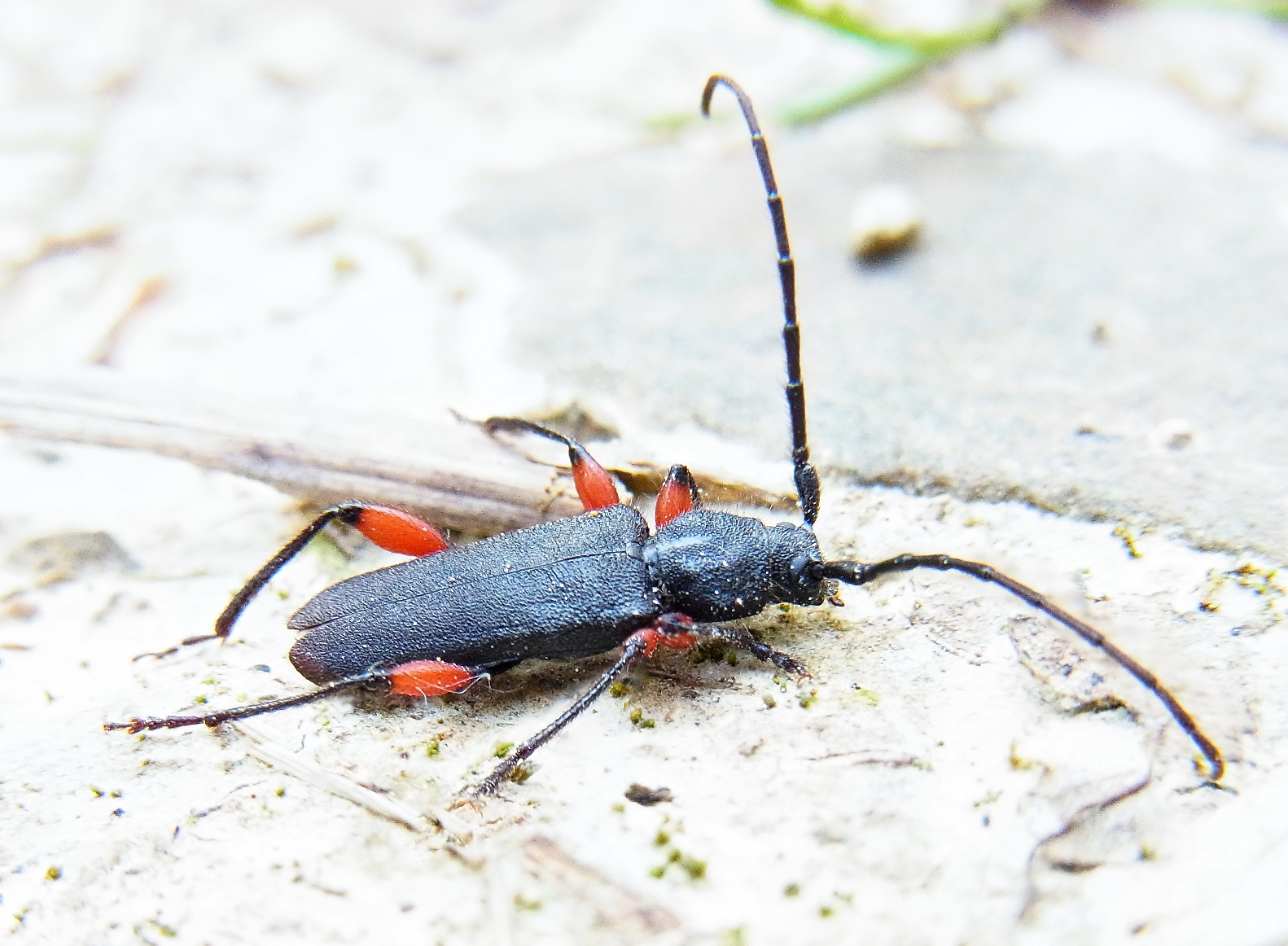
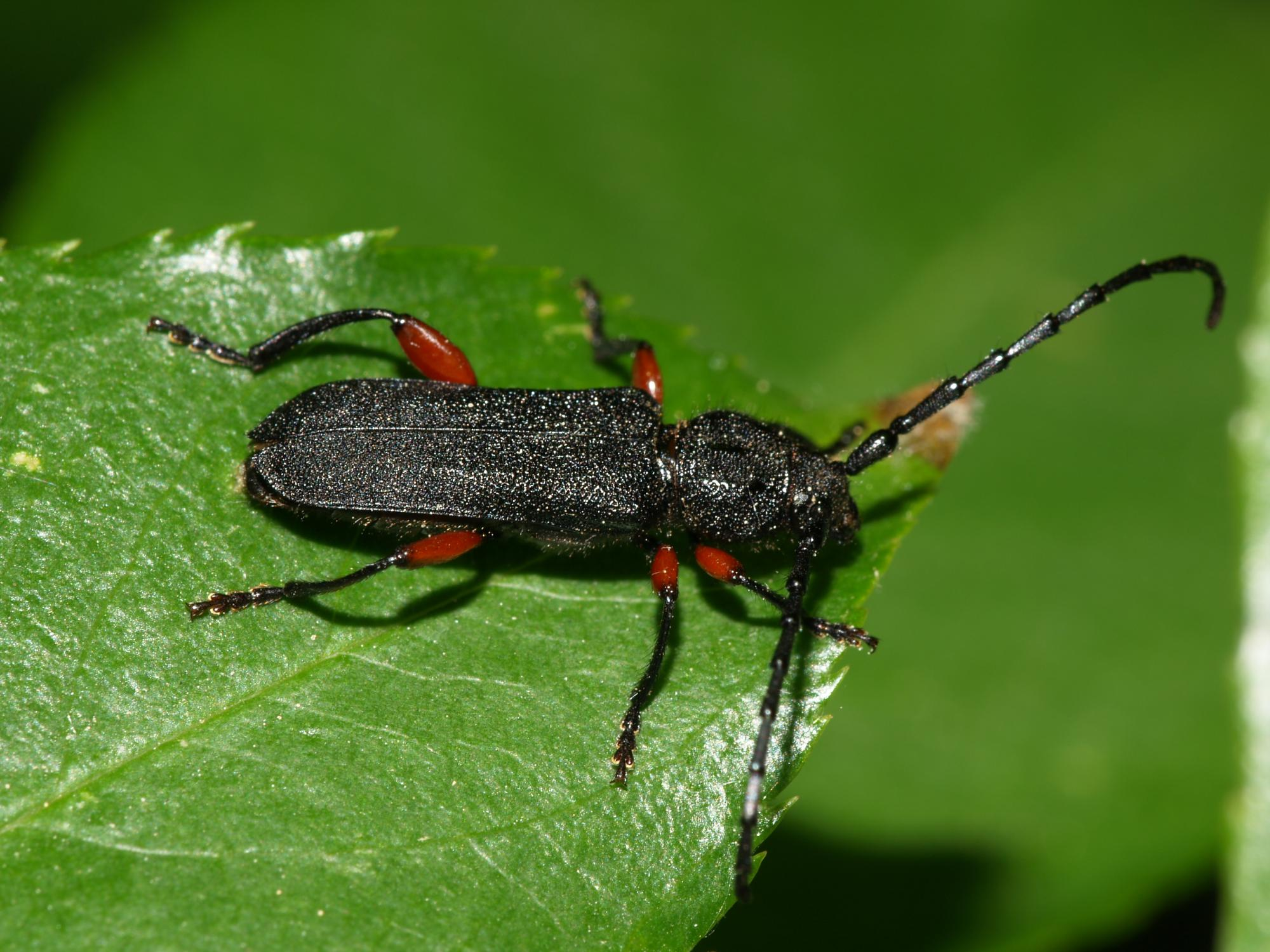
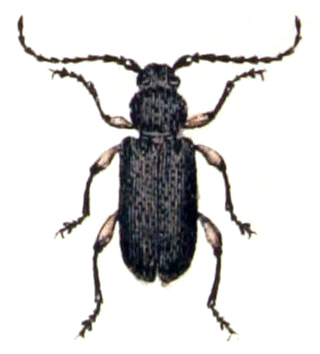